# 1923年アイルランド総選挙
1923年アイルランド総選挙は、1923年8月27日に行われた。9月19日に、新たに選出された第四ドイルの議員がレンスターハウスに集まり、行政評議会議長と行政評議会の閣僚が任命された。この選挙はアイルランド内戦が終わってすぐ実施された。英愛条約に反対する議員の多くは選挙時、または選挙後に投獄された。内戦に勝利したクマン・ナ・ゲールは選挙に勝ち、政府を組織した。

## 選挙結果
- クマン・ナ・ゲールが少数派政府を組織

前回の選挙と比較して、議席数が25増加したため、クマン・ナ・ゲールは議席数を増やした。このことにより、クマン・ナ・ゲールは反条約派がドイル・エアランの過半数の議席を得ることを断ち、少数派にて政府を組織した。
選挙違反や選挙妨害は1923年選挙逸脱防止法によって防止された。

## 初当選の議員
- Frank Aiken
- Patrick Baxter
- Dan Breen
- John James Cole
- Margaret Collins-O'Driscoll
- Cornelius Connolly
- Edward Doyle
- Peadar Doyle
- Seán Gibbons
- Patrick McFadden
- James Myles
- Michael Skelly
- Paddy Smith